# Refugee Protest Camp Vienna
Das Refugee Protest Camp Vienna ist ein im November 2012 begonnener und andauernder Protest von Flüchtlingen und Aktivisten in Wien. Die vorwiegend aus dem Grenzgebiet Pakistan/Afghanistan stammenden protestierende Flüchtlinge werden hauptsächlich von der Plattform Familien und FreundInnen gegen Abschiebung, ein Zusammenschluss von NGOs und Gruppierungen wie etwa SOS Mitmensch und der trotzkistischen Sozialistischen Linkspartei (SLP), unterstützt.

## Verlauf

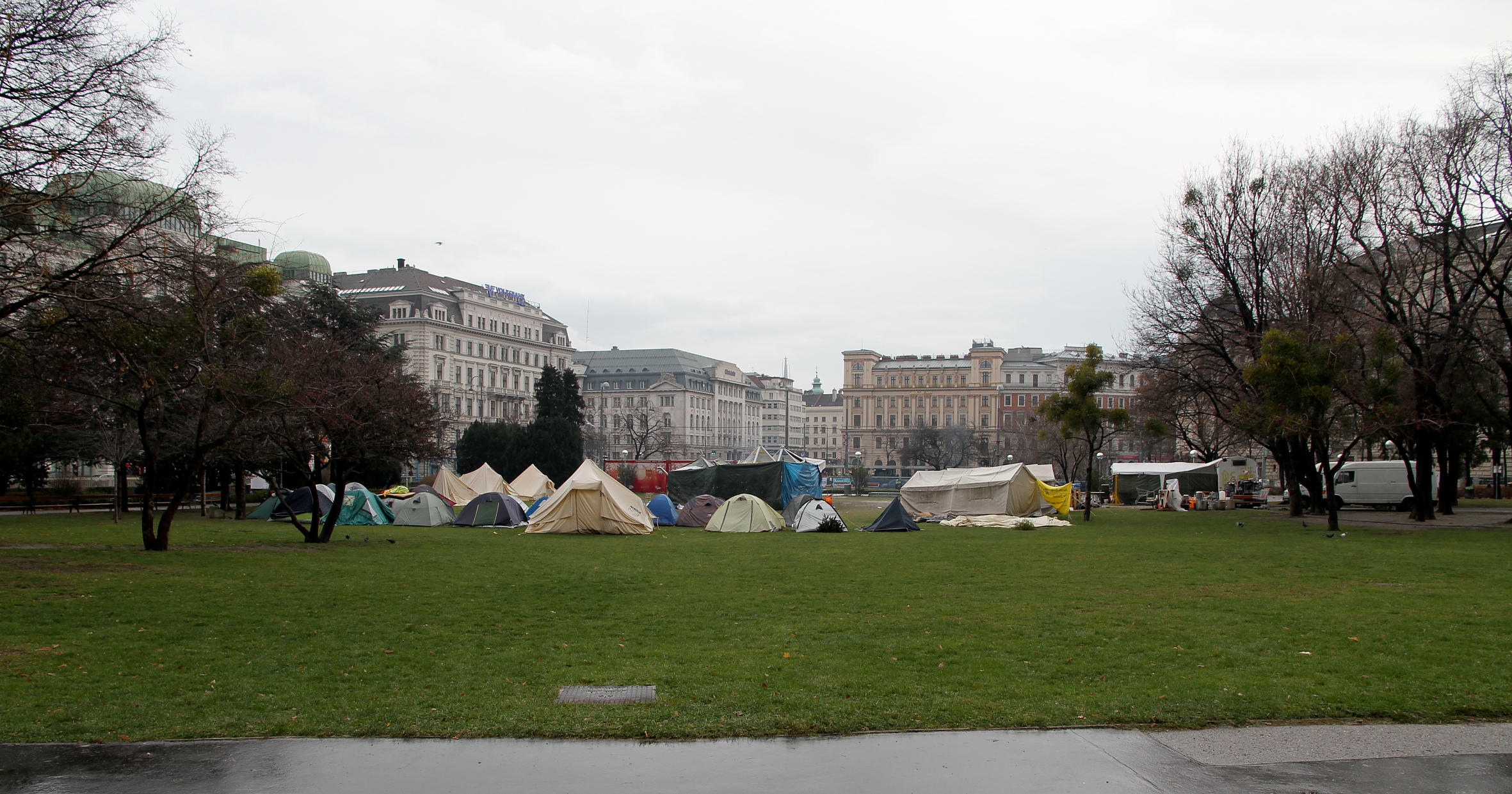
Zeltlager im Sigmund-Freud-Park (Dezember 2012)

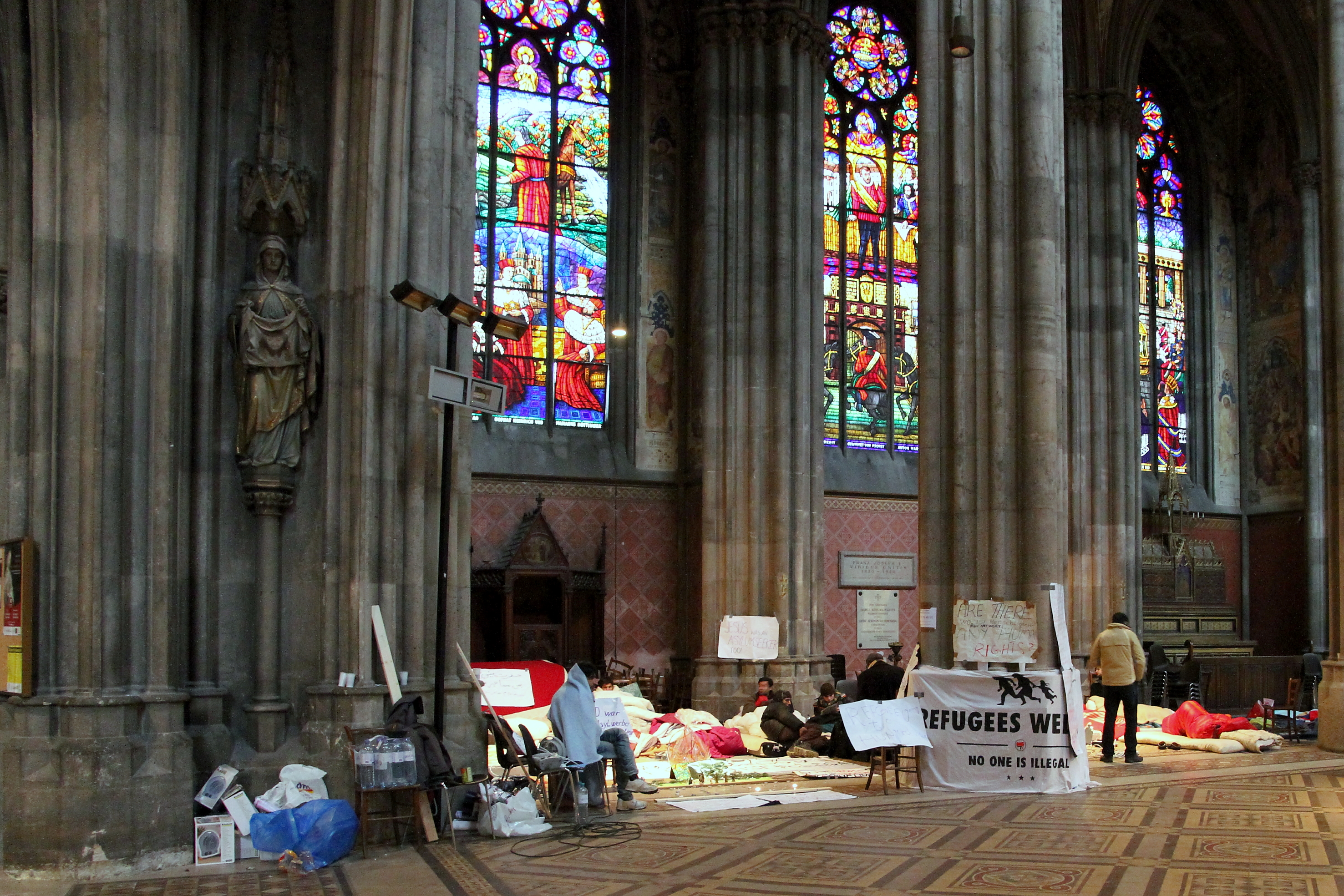
Protestlager in der Wiener Votivkirche (Dezember 2012)

Begonnen hat der Protest mit einem Marsch am 24. November 2012 aus dem Flüchtlingslager Traiskirchen nach Wien, der unter anderem von dem Anarchisten und Antifaschisten Hans Georg Eberl aus Bayern organisiert wurde, der bereits Flüchtlingsaktionen in Wien organisiert beziehungsweise unterstützt hatte. Anschließend wurde im Sigmund-Freud-Park zwischen der Universität Wien und der Votivkirche ein illegales Zeltlager errichtet. Am 18. Dezember 2012 zogen einige Flüchtlinge in die Votivkirche um und forderten ein Gespräch mit dem Innenministerium, das dann am 21. Dezember stattfand. Trotzdem traten am darauffolgenden Tag mehrere Flüchtlinge in den Hungerstreik.
Das Zeltlager im Sigmund-Freud-Park wurde am 28. Dezember von der Polizei geräumt. Daraufhin leitete die Volksanwaltschaft unter der Vorsitzenden Terezija Stoisits (Die Grünen) ein amtswegiges Prüfverfahren bezüglich dieser Räumung ein. Der Wiener Bürgermeister Michael Häupl (SPÖ) verteidigte jedoch indirekt die Vorgangsweise der Exekutive und stellte fest, dass er selbstverständlich davon gewusst hatte.
Am 22. Jänner unterbrachen die rund drei Dutzend sich im Hungerstreik befindenden Asylwerber ihren Hungerstreik und nahmen ihn am 1. Februar wieder auf. Dabei bekräftigten sie ihre Forderungen, unter anderem, dass eine Legalisierung des Aufenthaltsstatus all jener erfolgen muss, die seit Beginn bei den Protesten dabei gewesen waren.
Seit März 2013 wohnten die 63 Flüchtlinge im zur Servitenkirche gehörigen Servitenkloster in Wien-Alsergrund. Am 9. März kam es zwischen zwei Asylwerbern zu einer Schlägerei. Die 63 Männer durften zunächst, aufgrund von Bauarbeiten im Kloster, bis Ende Juni bleiben. Auch diese Frist wurde verlängert.
Ab März 2013 lagen für 27 der Asylwerber negative Bescheide vor. Davon wurden acht Aktivisten Ende Juli 2013 nach Pakistan abgeschoben. Zwölf weitere Heimreisezertifikate waren bei der Botschaft beantragt worden, jedoch nicht ausgestellt worden. Am 30. Juli 2013 wurden sechs Flüchtlinge, darunter drei der Asylwerber im Servitenkloster, wegen des Verdachts der Schlepperei festgenommen. Innenministerin Johanna Mikl-Leitner erklärte im Zusammenhang mit den Verhaftungen, die Schlepper hätten „äußerst unmenschlich agiert [...] etwa wenn es Probleme mit schwangeren Frauen auf der Schlepperroute gab, dann wurden diese Frauen hilflos auf der Route zurückgelassen“. Die Kronen Zeitung beschrieb die Verhafteten als „Schmugglerbande aus dem Servitenkloster“ und „brutales Schlepper-Syndikat“, das „nicht nur Millionen kassiert“, sondern auch „schreiende Schwangere, Alte, Kranke“ am Weg zurückgelassen habe. Wie unter anderem Recherchen der Wiener Wochenzeitung Falter ergaben, fand sich keiner dieser Vorwürfe in der tatsächlichen Gerichtsakte der Staatsanwaltschaft. Die Vorwürfe und Zahlen stammten vielmehr aus Presseaussendungen des Bundeskriminalamtes. Im Oktober 2013 erklärte Mikl-Leitner in Beantwortung einer parlamentarischen Anfrage von Alev Korun, ihre Aussagen rund um die Verhaftungen hätten sich gar nicht auf diese Personen bezogen, sondern auf einen „internationalen Schlepperring“.
Am 22. September 2013 besetzten 17 Asylwerber erneut die Votivkirche, da sie sich im Servitenkloster „nicht sicher“ gefühlt hätten. Die Kirche wurde noch am selben Tag von der Polizei geräumt. Zwei Tage später hielten einige Aktivisten vor dem Parlamentsgebäude eine Demonstration ab. Die 24 verbliebenen Flüchtlinge im Servitenkloster mussten bis Ende Oktober 2013 das Kloster wegen Renovierungsarbeiten verlassen.
Am 29. Oktober 2013 besetzten die Asylwerber nach einer Diskussionsveranstaltung die Akademie der bildenden Künste. Obwohl ihnen Einzelquartiere angeboten wurden, wollten sie in der Akademie bleiben, da sie befürchteten, jemand aus der Gruppe könnte abgeschoben werden. Über Twitter erfolgte ein Aufruf, „dringend“ Schlafsäcke und Matratzen in die Akademie zu bringen. Die Rektorin Eva Blimlinger stellte den Flüchtlingen ein Ultimatum. Sie sollten die Akademie bis zum 4. November 2013 verlassen haben. Die Flüchtlinge versprachen wenig später auszuziehen, die Caritas sicherte ihre Unterstützung zu.
Am 5. November 2013 nachmittags wurde die Akademie der bildenden Künste von den Asylwerbern wieder verlassen. Am Abend desselben Tages gab es bei der Leopold-Ungar-Journalistenpreisverleihung eine Protestkundgebung der „Refugees“, bei der Beschimpfungen in Richtung Caritas vorkamen. Die Caritas sagte den Flüchtlingen zu, diesen auch in Form einer Rückkehrberatung zur Seite zu stehen.
Im März 2014 begann in Wiener Neustadt der Gerichtsprozess gegen insgesamt acht Flüchtlinge, darunter vier, die im Servitenkloster gewohnt hatten, denen Schlepperei vorgeworfen wurde. Sechs von ihnen befanden sich seit Juni 2013 in Untersuchungshaft. Sie sollen, laut Polizei und Staatsanwaltschaft, zeitweise auch Flüchtlinge im Servitenkloster versteckt haben. Alle Angeklagten wurde von der Richterin nach den ersten Verhandlungstagen enthaftet, weil die Anklageschrift unter anderem zu ungenau war, keine konkreten Beweise festhielt, einzelne Tathandlung mehrmals anklagte sowie weil die niedergeschriebenen Übersetzungen abgehörter Telefonate teils falsch waren, teils Passagen enthielten, die in den Aufzeichnungen gar nicht vorhanden waren. Sieben der acht Angeklagten wurden im Dezember 2014 zu teilbedingten Freiheitsstrafen von 7 bis 28 Monaten verurteilt, einer wurde freigesprochen. Die Haftstrafen wurden zum Großteil bereits in Untersuchungshaft verbüßt. Im Juni 2017 wurden die Urteile rechtskräftig.

## Politische Forderungen
Forderungen der Protestierenden sind unter anderem eine Grundversorgung für alle Asylwerber, der volle Zugang zum Arbeitsmarkt und Wohnungsmarkt, sowie uneingeschränkte Bewegungsfreiheit. Auch wurde die grundsätzliche Infragestellung der Dublin-II-Verordnung und die Löschung der Fingerabdrücke gefordert.

## Reaktionen
Personen aus Politik und Zivilgesellschaft haben sich mit den Protestierenden getroffen, unter anderem die Innenministerin Johanna Mikl-Leitner, Erzbischof Christoph Schönborn, der Vizepräsident des EU-Parlaments Othmar Karas sowie Jean Ziegler, Mitglied des Beratenden Ausschusses des Menschenrechtsrats der UNO. Kritik an den Protesten kam vor allem von der FPÖ, Unterstützung von den Grünen.

## Literarische Bearbeitung

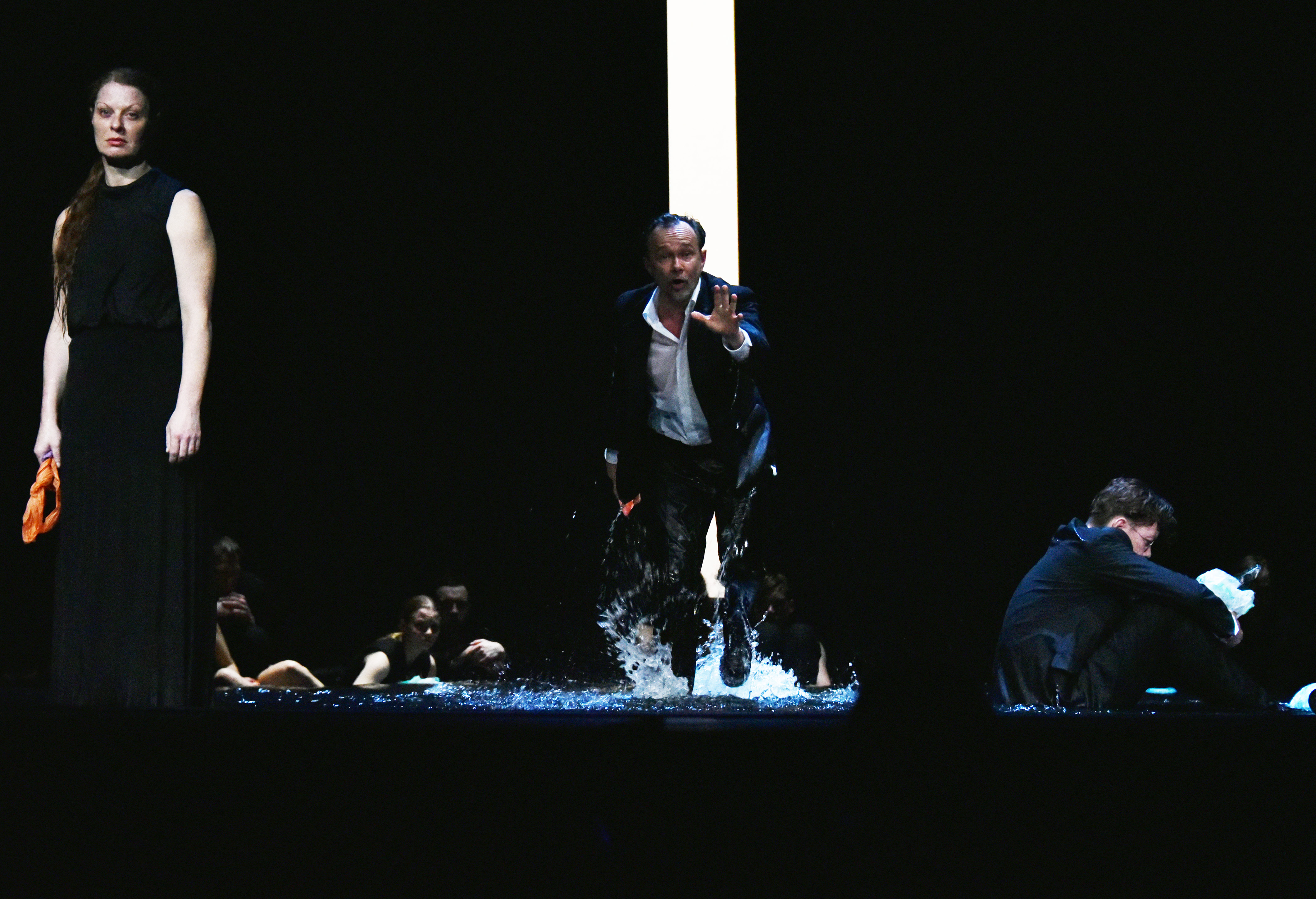
Die Schutzbefohlenen von Elfriede Jelinek
Burgtheater Wien, 2015

Durch den Protest inspiriert schrieb die Nobelpreisträgerin Elfriede Jelinek den Theatertext Die Schutzbefohlenen, der später von der Gruppe Lampedusa in Hamburg als Urlesung aufgeführt wurde. Die szenische Uraufführung fand im Mai 2013 durch das Ensemble des Hamburger Thalia Theaters beim Festival Theater der Welt in Mannheim statt. Die Inszenierung Nicolas Stemanns war in der Folge auch beim Holland Festival und am Thalia Theater zu sehen. Die Österreichische Erstaufführung erfolgte am 28. März 2015 im Wiener Burgtheater, es inszenierte Michael Thalheimer.